# 解兆鼎
解兆鼎（1862年—1915年），江苏丹徒县葛村人。清末武榜眼，军事将领。
解兆鼎为光绪十二年（1886年）一甲第二名武进士，授官二等侍卫，差满，出任广西郁林州参将。民国四年（1915年）卒。
其故宅尚存，三间两厢。2009年，葛村解氏宗祠重修，由解兆鼎之孙、上海雕塑家解建陵为其塑像，置于宗祠中。